# Turn of the tides
Turn of the tides is een studioalbum van Tangerine Dream. Het is een soort conceptalbum rondom het verhaal The coachman’s tales van Edgar Froese. Een deel daarvan was in het bijbehorende boekje opgenomen, maar verder is het nooit verschenen. Het album is grotendeels opgenomen in de Eastgate Studio in Wenen. Tracks 4, 5, 7 en 8 zijn deels ook opgenomen in de Galley te Berlijn.
Ter promotie van het album verscheen ook een cd-single met 5 tracks met (delen van ) tracks 2, 3, 4 en 7 en de “losse” track Story of the brave.

## Musici
- Edgar Froese – synthesizers en elektronica
- Jerome Froese – idem
- Roland Braunstein – trompet (1)
- Linda Spa – saxofoon (1, 4, 6, 7, 8)
- Zlatko Perica – gitaar (2, 3, 5, 6, 8)
- Jayney Klimek, Julie Ocean – achtergrondzang (3, 8)

## Muziek
| Nr. | Titel                                                      | Duur |
| --- | ---------------------------------------------------------- | ---- |
| 1.  | Pictures at an exhibition (Promenade) (Modest Moessorgski) | 3:01 |
| 2.  | Firetongues                                                | 6:32 |
| 3.  | Galley slave’s horizon                                     | 7:47 |
| 4.  | Death of a nightingale                                     | 5:30 |
| 5.  | Twilight brigade                                           | 9:45 |
| 6.  | Jungles journey                                            | 6:34 |
| 7.  | Midnight winter                                            | 4:38 |
| 8.  | Turn of the tides                                          | 7:40 |